# 東大曽根町
- 日本 > 愛知県 > 名古屋市 > 東区 > 東大曽根町
- 日本 > 愛知県 > 名古屋市 > 北区 > 東大曽根町

東大曽根町（ひがしおおぞねちょう）は、愛知県名古屋市東区および北区の町名。丁番を持たない単独町名である。住居表示は東区が実施済み、北区が未実施。

## 地理
名古屋市東区東大曽根町は同区中央北部に位置し、東は矢田南五丁目、西は徳川二丁目、南は徳川町・出来町二丁目、北は大曽根二丁目・矢田南五丁目および北区大曽根二〜三丁目に接する。
1981年に実施された町名変更までの東大曽根町は中1〜4丁目・本通1〜7丁目・上1〜5丁目・南1〜4丁目・東1丁目と小字で構成され、中1〜2丁目・南1〜4丁目・本通7丁目・東1丁目と小字区域が東区、本通1〜5丁目・上1〜5丁目が北区に所属し、中3〜4丁目・本通6丁目は両区にまたがっていた。東区側は住居表示実施に伴い2004年までに丁目・字が廃止され、北区側は上1丁目が1区画と道路部分に残存している。

## 歴史
春日井郡（西春日井郡）大曽根村を前身とする。名古屋城下に隣接する地域で、かつては本覚寺付近を境に南側を大曽根坂上町、北側を大曽根坂下町と呼んでいた。

### 町名の由来
「曽根」という地名はあと城下町から一里離れた地点に付けられることが多く、当地があと一里で名古屋城下に至る場所であったことによるとみられる。また、河川（矢田川）の底根・砂地の意であるという説がある。

### 沿革
- 明治初年 - 一部が森下町として分立[6]。
- 1878年（明治11年）12月28日 - 一部が大曽根町・黒門町・坂上町として分立[6]。
- 1889年（明治22年）10月1日 - 町村制施行・合併に伴い、西春日井郡六郷村大字大曽根となる[6]。
- 1911年（明治44年）4月9日 - 中央本線大曽根駅が営業を開始する[7]。
- 1921年（大正10年）8月21日 - 名古屋市東区に編入し、同区東大曽根町に改称[6]。
- 1946年（昭和21年）4月15日 - 一部が北区に編入され、同区東大曽根町が成立[8]。
- 1979年（昭和54年）5月5日 - 東区東大曽根町の一部が同区矢田南一・五丁目、出来町三丁目となる[6]。
- 1981年（昭和56年）
  - 9月13日 - 東区東大曽根町に同区大曽根町・新出来町・徳川町・森下町の各一部を編入し一部住居表示を実施[6]。
  - 9月20日 - 東区東大曽根町の一部が東区大曽根二丁目・北区大曽根二〜三丁目に[6]、北区東大曽根町の一部が北区大曽根一〜三丁目・東区大曽根二丁目となる[8]。
- 2004年（平成16年）11月20日 - 以下の通り変更[WEB 6]。
  - 東区東大曽根町の一部が同区矢田一丁目となり、一部を同区矢田南五丁目へ編入。
  - 北区東大曽根町の一部が同区大曽根四丁目・平安二丁目となり、一部を同区大曽根一〜三丁目へ編入。

## 世帯数と人口
2019年（平成31年）1月1日現在の世帯数と人口は以下の通りである。
| 区   | 町丁       | 世帯数    | 人口    |
| ---- | ---------- | --------- | ------- |
| 東区 | 東大曽根町 | 1,628世帯 | 2,992人 |

### 人口の変遷
国勢調査による人口の推移
| 1995年（平成7年）  | 2,326人 | [ WEB 7 ]  |  |
| 2000年（平成12年） | 2,390人 | [ WEB 8 ]  |  |
| 2005年（平成17年） | 2,889人 | [ WEB 9 ]  |  |
| 2010年（平成22年） | 2,955人 | [ WEB 10 ] |  |
| 2015年（平成27年） | 3,022人 | [ WEB 11 ] |  |

## 学区
市立小・中学校に通う場合、学校等は以下の通りとなる。また、公立高等学校に通う場合の学区は以下の通りとなる。
| 区   | 番・番地等 | 小学校               | 中学校                 | 高等学校 |
| ---- | ---------- | -------------------- | ---------------------- | -------- |
| 東区 | 全域       | 名古屋市立旭丘小学校 | 名古屋市立桜丘中学校   | 尾張学区 |
| 北区 | 全域       | 名古屋市立六郷小学校 | 名古屋市立大曽根中学校 | 尾張学区 |

## 施設
- 名古屋市立桜丘中学校
- 日本年金機構大曽根年金事務所
- ナフコ不二屋大曽根店
- JR東海大曽根ビル
- キャッスルタウン大曽根
  - プレイランドキャッスル大曽根店・大曽根温泉湯の城
- 善光寺
- 東大曽根第一公園

1983年（昭和58年）4月1日供用開始。
- 東大曽根第二公園

1983年（昭和58年）4月1日供用開始。

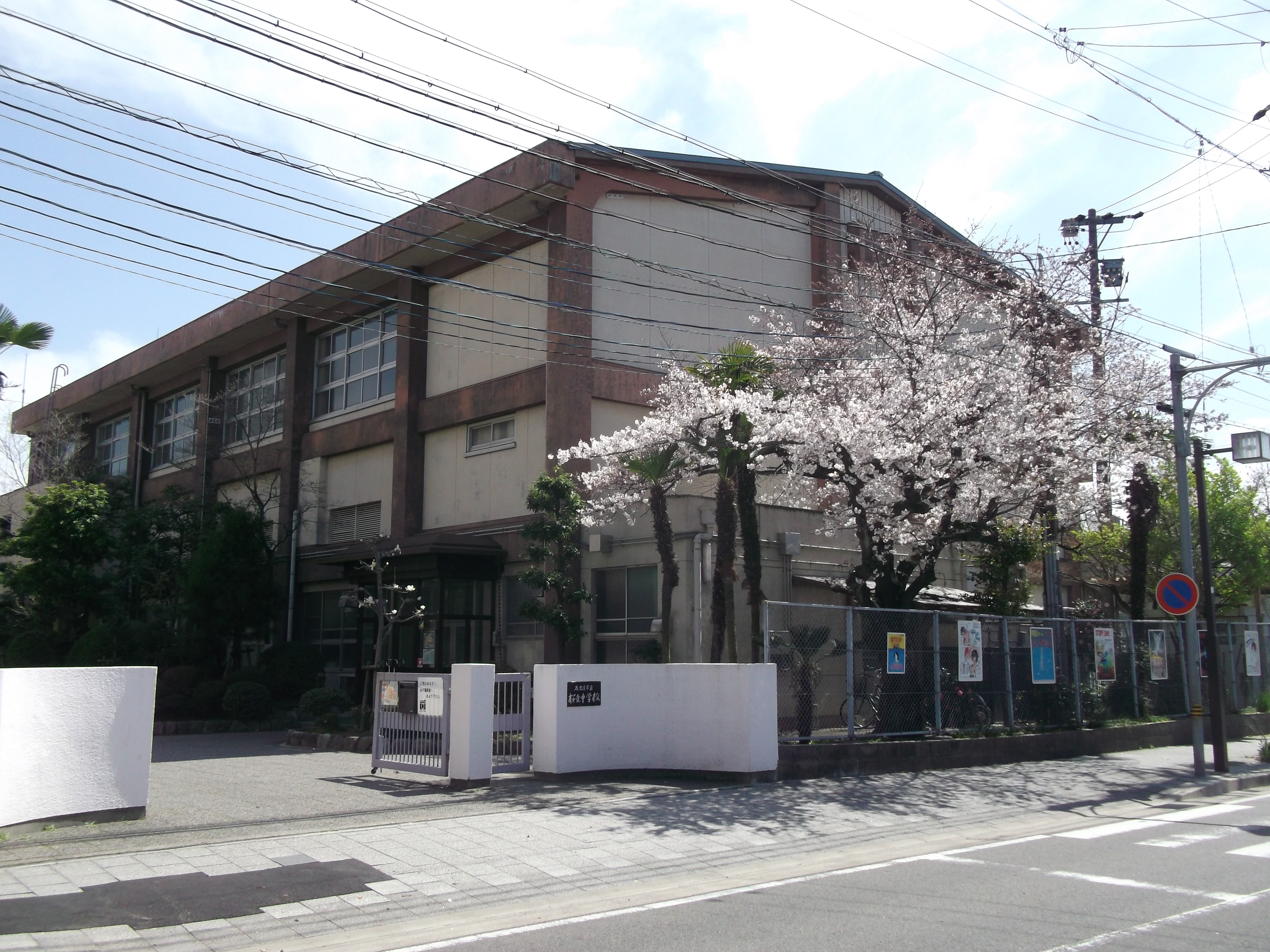
名古屋市立桜丘中学校（2015年3月）
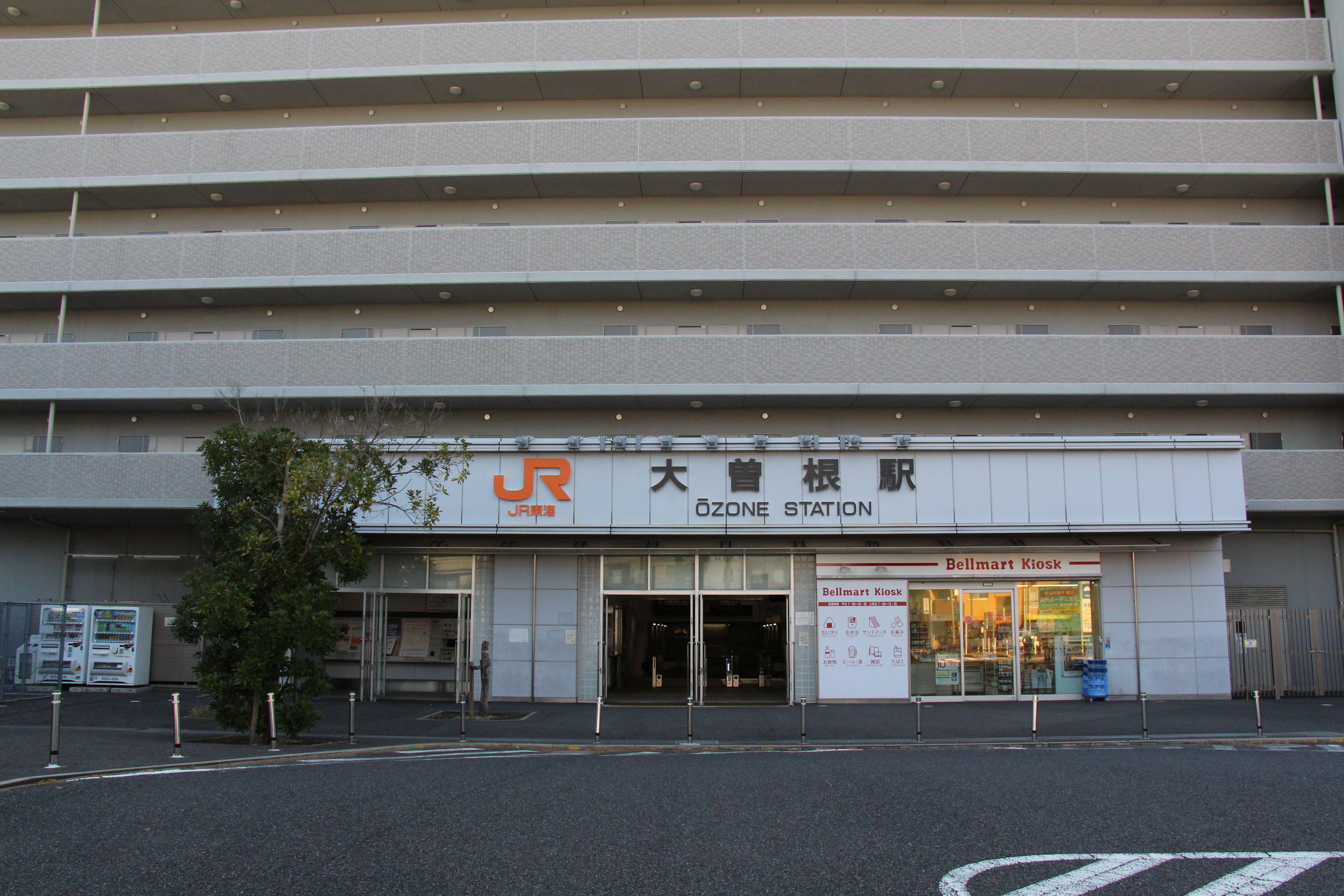
JR大曽根駅南口（2017年10月）
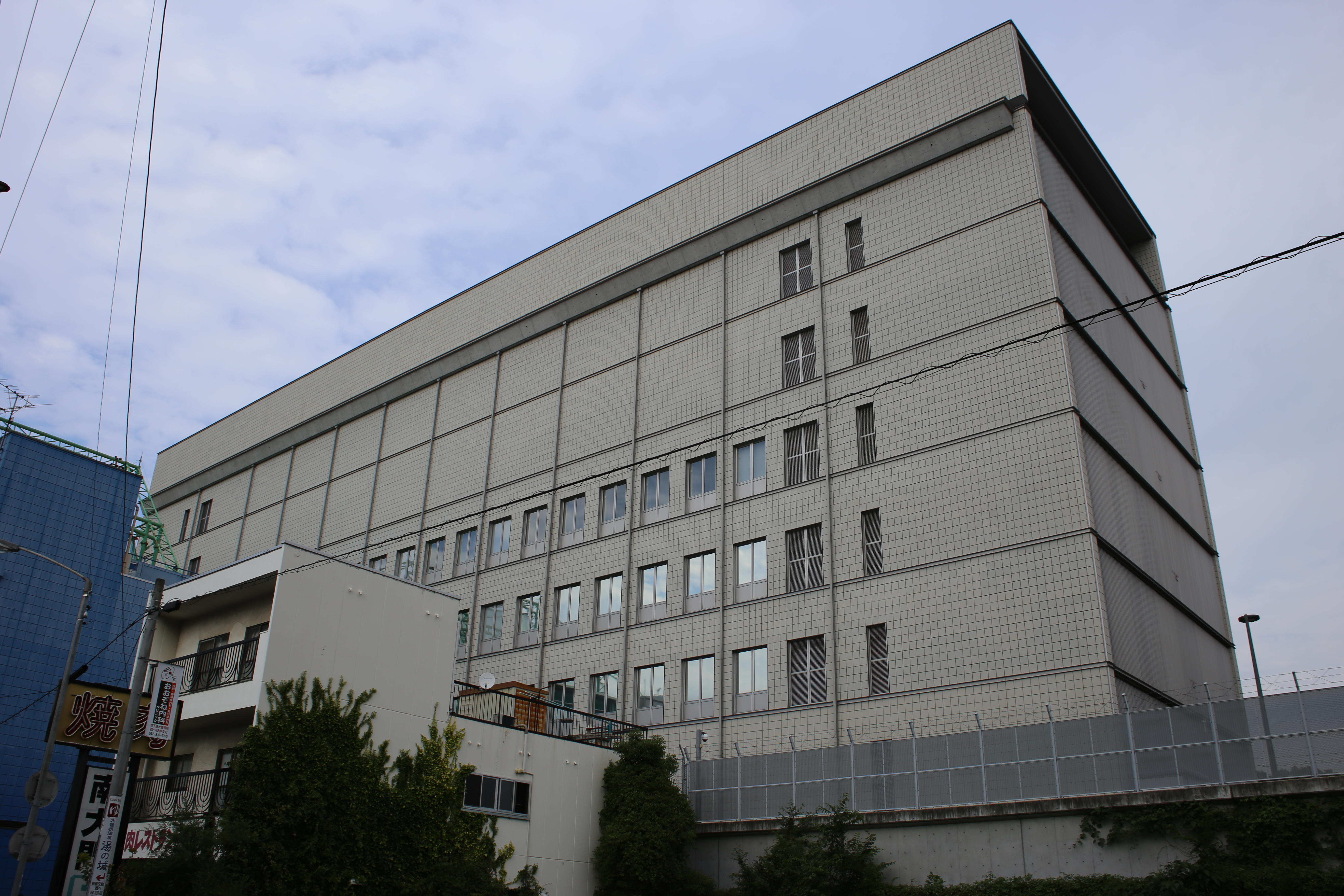
JR東海大曽根ビル（2015年9月）
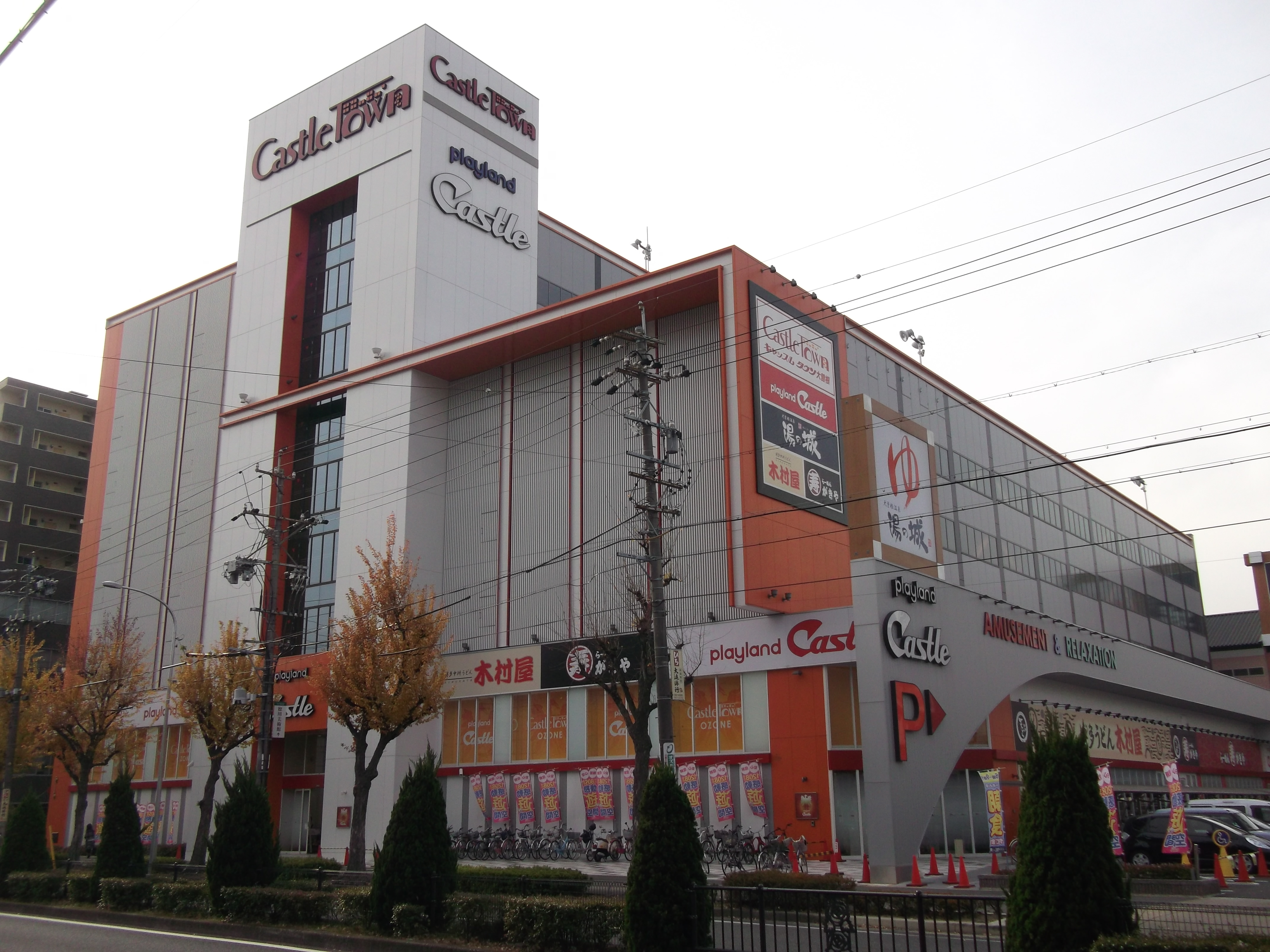
プレイランドキャッスル大曽根店（2013年12月）

## 交通

### 鉄道
- JR中央本線 大曽根駅（南口）

### 道路
- 愛知県道216号大曽根停車場線

## その他

### 日本郵便
- 集配担当する郵便局は以下の通りである[WEB 15]。

| 区   | 町丁       | 郵便番号 | 郵便局         |
| ---- | ---------- | -------- | -------------- |
| 東区 | 東大曽根町 | 461-0022 | 名古屋東郵便局 |
| 北区 | 東大曽根町 | 462-0823 | 名古屋北郵便局 |

### WEB
1. 1 2  “町・丁目(大字)別、年齢(10歳階級)別公簿人口(全市・区別)”.   名古屋市 (2019年1月23日). 2019年1月23日閲覧。
2. 1 2  “郵便番号”.  日本郵便. 2019年1月6日閲覧。
3. 1 2  “郵便番号”.  日本郵便. 2019年1月6日閲覧。
4. ↑  “市外局番の一覧”.   総務省. 2019年1月6日閲覧。
5. ↑  “北区の町名一覧”.   名古屋市 (2015年10月21日). 2019年1月12日閲覧。
6. ↑  “名古屋市:東区及び北区の一部で住居表示を実施(平成16年11月20日実施)”. 2018年4月7日閲覧。
7. ↑  総務省統計局 (2014年3月28日). “平成7年国勢調査の調査結果(e-Stat) - 男女別人口及び世帯数 －町丁・字等” (CSV). 2019年4月27日閲覧。
8. ↑  総務省統計局 (2014年5月30日). “平成12年国勢調査の調査結果(e-Stat) - 男女別人口及び世帯数 －町丁・字等” (CSV). 2019年4月27日閲覧。
9. ↑  総務省統計局 (2014年6月27日). “平成17年国勢調査の調査結果(e-Stat) - 男女別人口及び世帯数 －町丁・字等” (CSV). 2019年4月27日閲覧。
10. ↑  総務省統計局 (2012年1月20日). “平成22年国勢調査の調査結果(e-Stat) - 男女別人口及び世帯数 －町丁・字等” (CSV). 2019年4月27日閲覧。
11. ↑  総務省統計局 (2017年1月27日). “平成27年国勢調査の調査結果(e-Stat) - 男女別人口及び世帯数 －町丁・字等” (CSV). 2019年4月27日閲覧。
12. ↑  “市立小・中学校の通学区域一覧”.   名古屋市 (2018年11月10日). 2019年1月14日閲覧。
13. ↑  “平成29年度以降の愛知県公立高等学校（全日制課程）入学者選抜における通学区域並びに群及びグループ分け案について”.   愛知県教育委員会 (2015年2月16日). 2019年1月14日閲覧。
14. 1 2  “都市公園の名称、位置及び区域並びに供用開始の期日” (2019年5月1日). 2019年11月3日閲覧。
15. ↑  郵便番号簿 平成29年度版 - 日本郵便. 2019年01月06日閲覧 (PDF)

### 書籍
1. ↑  「角川日本地名大辞典」編纂委員会 1989, p. 1514.
2. ↑  名古屋市北区役所市民室 1979, p. 65.
3. ↑  名古屋市北区役所市民室 1979, p. 69.
4. 1 2  名古屋市計画局 1992, p. 152.
5. ↑  名古屋市計画局 1992, p. 172.
6. 1 2 3 4 5 6 7  名古屋市計画局 1992, p. 742.
7. ↑  名古屋市会事務局 1961, p. 387.
8. 1 2  名古屋市計画局 1992, p. 746.